# Мелфи
Мелфи (итал. Melfi) град је у јужној Италији. Мелфи је други по величини град округа Потенца у оквиру италијанске покрајине Базиликата.

## Природне одлике
Град Мелфи налази се у јужном делу Италије, на 130 км западно од Барија. Град се налази на знатној надморској висни (преко 500 м н. в.) у јужном делу Апенина. Изнад града издиже се угашени вулкан Монте Вултуре.

## Географија
| Клима (Мелфи)              | Клима (Мелфи) | Клима (Мелфи) | Клима (Мелфи) | Клима (Мелфи) | Клима (Мелфи) | Клима (Мелфи) | Клима (Мелфи) | Клима (Мелфи) | Клима (Мелфи) | Клима (Мелфи) | Клима (Мелфи) | Клима (Мелфи) | Клима (Мелфи) |
| Показатељ \ Месец          | .Јан.         | .Феб.         | .Мар.         | .Апр.         | .Мај.         | .Јун.         | .Јул.         | .Авг.         | .Сеп.         | .Окт.         | .Нов.         | .Дец.         | .Год.         |
| -------------------------- | ------------- | ------------- | ------------- | ------------- | ------------- | ------------- | ------------- | ------------- | ------------- | ------------- | ------------- | ------------- | ------------- |
| Средњи максимум, °C (°F)   | 8,8 (47,8)    | 9,9 (49,8)    | 12,5 (54,5)   | 16,4 (61,5)   | 20,9 (69,6)   | 26,2 (79,2)   | 29,5 (85,1)   | 30,0 (86)     | 25,4 (77,7)   | 19,2 (66,6)   | 14,6 (58,3)   | 11,1 (52)     | 30 (86)       |
| Средњи минимум, °C (°F)    | 2,4 (36,3)    | 2,7 (36,9)    | 4,4 (39,9)    | 7,2 (45)      | 10,6 (51,1)   | 14,5 (58,1)   | 16,9 (62,4)   | 17,2 (63)     | 14,5 (58,1)   | 10,5 (50,9)   | 7,0 (44,6)    | 4,7 (40,5)    | 2,4 (36,3)    |
| Количина падавина, mm (in) | 92 (36,2)     | 81 (31,9)     | 76 (29,9)     | 72 (28,3)     | 55 (21,7)     | 43 (16,9)     | 32 (12,6)     | 31 (12,2)     | 55 (21,7)     | 82 (32,3)     | 98 (38,6)     | 94 (37)       | 811 (319,3)   |
| [ тражи се извор ]         |               |               |               |               |               |               |               |               |               |               |               |               |               |

## Становништво
Према резултатима пописа становништва 2011. у општини је живело 17.425 становника.
| 1931.  | 1936.  | 1951.  | 1961.  | 1971.  | 1981.  | 1991.  | 2001.  | 2011.  |
| ------ | ------ | ------ | ------ | ------ | ------ | ------ | ------ | ------ |
| 13.987 | 15.384 | 17.757 | 18.208 | 15.194 | 15.467 | 15.757 | 16.110 | 17.425 |

Мелфи данас има око 17.000 становника, махом Италијана. Последњих деценија број становника у граду расте.

## Галерија
- Замак из времена Нормана
- Трг испред катедрале
- Градска катедрала
- Здање суда